# Monte Agel
Monte Agel (en francés: Mont Agel) es una montaña ubicada en la frontera entre Francia y Mónaco. El punto culminante de este monte, con 1.148 metros sobre el nivel del mar, está situado en el lado francés, pero el punto más alto de Mónaco, un camino llamado Chemin des Révoires, está situado sobre sus laderas, a una altitud de 161 m s. n. m.
La cumbre de Mont Agel está ocupado por la base aérea de Niza, en sí mismo construido sobre el anterior Ouvrage Mont Agel de las fortificaciones de la Línea Alpina.
El príncipe Raniero III de Mónaco construyó en 1957 el Palacio de Verano (o residencia privada) de la Familia Principesca de Mónaco en este lugar, y se llama Roc Agel (situada en La Turbie).